# Dead Combo
Dead Combo war eine Band der zwei Portugiesen Tó Trips und Pedro V. Gonçalves.

## Geschichte
Nachdem sie beide in verschiedenen vorherigen Bands spielten (Tó Trips etwa bei Lulu Blind), begannen sie 2001 zusammen Musik zu machen, nachdem sie sich nach einem Howe-Gelb-Konzert in Lissabon besser kennenlernten. 2002 starteten sie als Dead Combo und mit dem namensgebenden Konzept, atmosphärische, vornehmlich instrumentale Musik mit morbidem Charme zu spielen. 2003 veröffentlichten sie erstmals Musik unter ihrem Namen, einen Beitrag zum Tribut-Projekt für Carlos Paredes (1925–2004), einen Meister der Portugiesischen Gitarre. Seither nennt die Band meist 2003 als Gründungsjahr.
Ihr 2004 veröffentlichtes Album Vol. 1 erhielt zahlreiche gute Kritiken, etwa den Titel „Album des Jahres“ der Zeitung Público. Der Autor und BBC Radio-DJ Charlie Gillet wählte davon das Stück Rombero für seine Compilation The Sound of the World 2005. Das zweite Album Vol.2 – Quando a Alma Não é Pequena wurde in vielen portugiesischen Zeitungen „Album des Jahres“, und „Album des Monats“ für Charlie Gillet.
Die Band trat in der Folge immer häufiger live auf, auch bei einigen der bedeutendsten Festivals Portugals, so der Festa do Avante! 2011, in Paredes de Coura, und beim FMM in Sines, wo sie 2012 mit Marc Ribot auf der Bühne standen.
Sie spielte des Weiteren in einigen der bedeutendsten Konzerthäusern des Landes, so beispielsweise im Rahmen einer Popmusik-Serie im Centro Cultural de Belém, zusammen mit The Legendary Tigerman im Coliseu dos Recreios, oder in der Casa da Música in Porto. Ihr 2009 im Teatro São Luiz aufgezeichnetes Konzert wurde 2010 als CD und DVD veröffentlicht, nachdem ihr Konzert im Hot Clube de Portugal 2009 bereits als CD erschienen war.
Auch international spielte die Band häufig, so 2011 in Prag und Budapest. Beim Filmfestival Cannes 2012 spielten sie zur Premiere des Films Cosmopolis, dem von Paulo Branco produzierten Film des Regisseurs David Cronenberg. Nach ihrem Auftritt 2012 in der Lissabon-Folge des Fernsehprogramms No Reservations, von Anthony Bourdain, kamen verschiedene Dead Combo-Alben in den USA unter die Top 10 der meistverkauften Titel im iTunes Store. In den offiziellen Verkaufscharts in Portugal erreichten drei ihrer Alben mittlere Plätze. Dabei kam das 2011 veröffentlichte Lisboa Mulata (dt. etwa: Die Mulattin Lissabon) bis auf den 16. Platz und blieb mehrere Wochen in den Charts in Portugal gelistet. Das Album, auf dem als Gastmusiker Marc Ribot, Alexandre Frazão, Sérgio Godinho und der Fadosänger Camané mitwirkten, erhielt auch international Aufmerksamkeit.
Mit ihrem nächsten Studioalbum A Bunch of Meninos stiegen sie 2014 direkt auf Platz eins der portugiesischen Albumcharts ein.

## Stil
Dead Combo verbinden Elemente des Rock ’n’ Roll mit Jazz und Blues, aber auch mit Fado oder Coladeira. Sie kreieren mit ihren überwiegend instrumentalen, sehr akustischen Musikstücken ruhige Klänge. Ihre atmosphärische Musik erinnert, auch durch gelegentliche O-Töne und Zitate, an Western, Italowestern oder B-Movies. Die Band machte entsprechend auch für verschiedene Filme die Musik.
Ihre Auftritte, aber auch die Covergestaltungen u. ä. standen in ähnlichem Zusammenhang. So trat Tó Trips mit einem alten Zylinderhut auf, und Pedro Gonçalves stand mit seinem Kontrabass oft im Nebel auf der Bühne. Die Dead Combo kultivierte, ihrem Namen entsprechend, eine Nähe zu Friedhöfen und allem morbidem, etwa wenn sie bei Konzerten neben einem geschmückten Sarg auf der Bühne spielten.
2019 kündigte das Duo das Bandende für 2020 an. Gonçalves verstarb ein Jahr später, am 4. Dezember 2021, im Alter von 51 Jahren nach langer Krebserkrankung.

## Diskografie

### Alben
| Jahr | Titel                                        | Höchstplatzierung, Gesamtwochen, AuszeichnungChartsChartplatzierungen (Jahr, Titel, Platzierungen, Wochen, Auszeichnungen, Anmerkungen) | Anmerkungen                  |
| Jahr | Titel                                        | PT | Anmerkungen                  |
| ---- | -------------------------------------------- | --- | ---------------------------- |
| 2008 | Lusitânia Playboys                           | PT17 (6 Wo.)PT | Charteinstieg 17. Woche 2008 |
| 2011 | Lisboa mulata                                | PT16 (8 Wo.)PT | Charteinstieg 41. Woche 2011 |
| 2012 | Dead Combo                                   | PT29 (1 Wo.)PT | Charteinstieg 21. Woche 2012 |
| 2014 | A Bunch of Meninos                           | PT1 (11 Wo.)PT | Charteinstieg 11. Woche 2014 |
| 2016 | Dead Combo Dead Combo e As Cordas Da Má Fama | PT18 (7 Wo.)PT | Charteinstieg 48. Woche 2016 |
| 2018 | Odeon Hotel                                  | PT1 (17 Wo.)PT | Charteinstieg 16. Woche 2018 |

Weitere Alben
- 2004: Vol. 1
- 2006: Vol. 2 – Quando a Alma Não é Pequena
- 2006: Guitars from Nothing
- 2009: Live Hot Club
- 2010: Dead Combo & Royal Orquestra das Caveiras ao vivo no São Luiz (CD/DVD)

### Singles
- 2014: You Don’t Look So Good[16]